# برايان سميث (لاعب كرة قدم)
برايان سميث (بالإنجليزية: Brian Smith)‏ (27 أكتوبر 1966 بشفيلد في المملكة المتحدة - ) هو لاعب كرة قدم بريطاني في مركز الدفاع. لعب مع سكونثورب يونايتد وشيفيلد يونايتد.

## وصلات خارجية
- برايان سميث على موقع قاعدة بيانات كرة القدم.إي يو (الإنجليزية)